# Nuno Gomes
Nuno Miguel Soares Pereira Ribeiro, född 5 juli 1976 i Amarante, är en portugisisk före detta fotbollsspelare. Han spelade under halva sin karriär för Benfica.
Nuno Gomes började sin karriär 1994 i portugisiska Boavista och i januari 1996 debuterade han i landslaget, mot Frankrike. 
1997 flyttade han från Boavista till Benfica. Nuno Gomes var bland deras bästa spelare men vann endast en titel under sin första sejour i klubben, han vann Portugisiska cupen år 1997. Nuno spelade 101 matcher för klubben, och gjorde 60 mål.
Efter att ha gjort 4 mål i EM 2000 värvades han av Fiorentina. Under sina två år i klubben gjorde han endast 14 mål, 9 av dem kom under den första säsongen. Nuno Gomes flyttade då tillbaka till Portugal och Benfica.
Nuno Gomes ingick även i Portugals trupp till VM 2002, VM 2006 och EM 2004.
I april 2014 meddelade Nuno Gomes att han avslutade sin karriär som fotbollsspelare.

## Meriter
- Portugisiska ligan: 2005
- Portugisiska cupen: 1997, 2004
- Portugisiska supercupen: 2005
- Italienska cupen: 2001